# Брауде, Маркус
Маркус Брауде (пол.  Markus Braude, 1869 г., Брест, Российская империя — 1949 г., Израиль) — раввин, польский общественный и политический деятель, депутат I Сената Польской Республики, один из основателей Института иудейских исследований, член Центрального комитета польской сионистской организации и Центрального комитета Еврейского народного совета.

## Биография
В 1900 году Маркус Брауде закончил в Берлине обучение по философии и раввинским исследованиям. В 1909 году был назначен раввином в Станиславе. В этом же году он переехал в Лодзь, где служил раввином до 1939 года.
Был активным деятелем сионистского движения в Польше.
С 1922 по 1928 год Маркус Брауде был депутатом I Сената Польской Республики.
В 1940 году переехал в Палестину, где скончался в 1949 году.

## Источник
- Szymon Rudnicki: Żydzi w parlamencie II Rzeczypospolitej. Warszawa: Wydawnictwo Sejmowe, 2004, s. 411—419. ISBN 83-70596-39-8.